# Christian Heinrich Frhr. von Offenberg
Christian Heinrich Frhr. von Offenberg (ur. ?, zm. 30 maja 1720 w Gdańsku) – pruski dyplomata.
Nosił tytuł tajnego radcy. Pełnił funkcję pruskiego rezydenta w Gdańsku (1718-1720).